# Provincia de Nadroga-Navosa

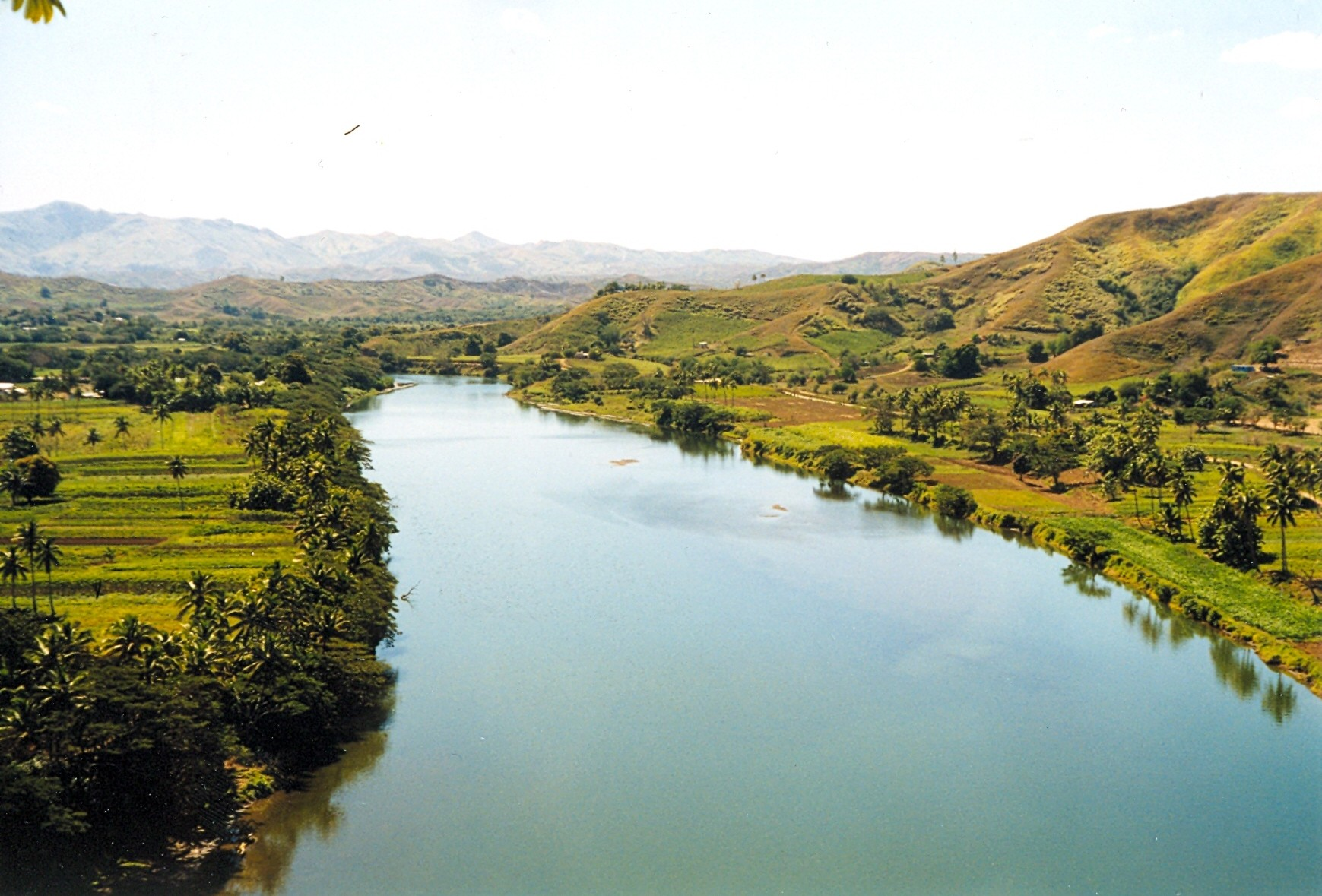
El río Sigatoka tiene su curso en la provincia de Nadroga-Navosa.

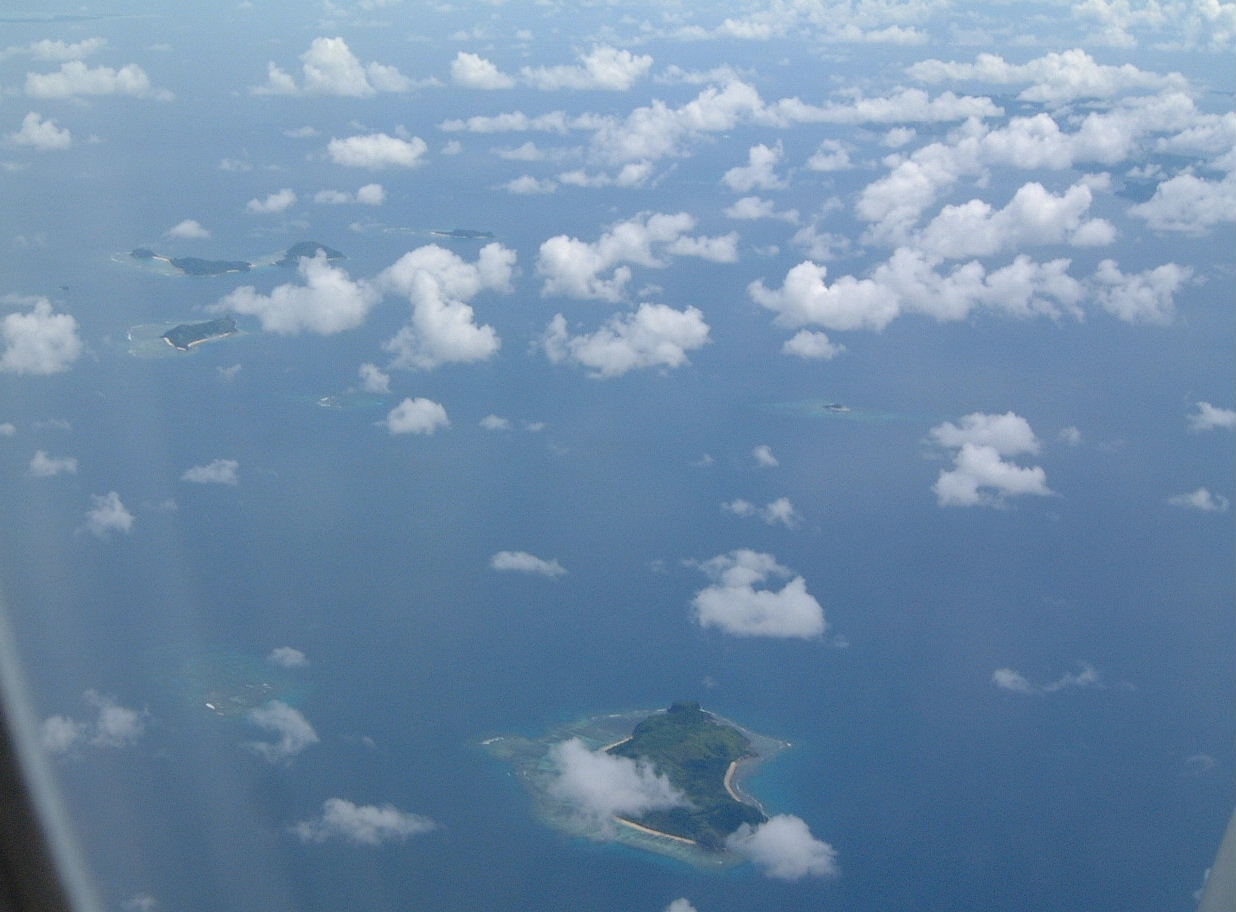
Las islas Mamanucas, al oeste del litoral.

Nadroga-Navosa es una de las tres provincias de la División Norte del archipiélago de Fiyi. 

## Características
Se encuentra en la zona suroccidental de la isla de Viti Levu. Limita al norte con la provincia de Ba, al oriente con las de Naitasiri y Namosi, y al suroriente con la de Seua. Está bañada por el Pacífico Sur por el sur y por el suroccidente.
Tiene un área de 2.385 km² y una población de 54.083 habitantes (1996). Su densidad es de 22,68 hab./km². Su principal centro urbano es Sigatoka, con una población de 7.988 habitantes según el censo de 2007.
La provincia incluye las islas Mamanuca, situadas al oeste de Viti Levu.